# Tauris (Mülheim-Kärlich)
Das Tauris ist ein (zurzeit geschlossenes) Freizeitbad in Mülheim-Kärlich. Zur Ausstattung gehören eine Badelandschaft, Sauna, Wellnessangebote, Solarien und ein Restaurant.

## Geschichte
Im Juni 1986 beschloss der Stadtrat von Mülheim-Kärlich den Bau des Bades, das 1991 eröffnet wurde. Es erhielt seinen Namen nach dem antiken Taurien, der früheren Bezeichnung der Halbinsel Krim. Betrieben wurde das Tauris im Auftrag der Stadt Mülheim-Kärlich von der Aquapark Management West GmbH. Im Jahr 2012 besuchten 290.000 Menschen das Freizeitbad.

### Derzeitige Schließung
Aufgrund eines Stadtratsbeschlusses wurde der Betrieb am 30. Juni 2023 bis auf weiteres eingestellt. Anlass für diese Entscheidung war der nicht genehmigte Haushalt; die Stadt hofft, einen Investor zu finden, der die nötige Generalsanierung finanziert.

## Ausstattung
Die Badelandschaft ist ausgestattet mit einem Sportbad mit 25-Meter-Bahnen sowie einem Freizeitbad mit Riesenrutsche, Wildwasserkanal und Hangelnetz. Daneben befinden sich hier noch Planschbecken für Kleinkinder, Whirlpools und ein Außenbecken.
In der Saunalandschaft findet man eine geräumige Außensauna, eine finnische Sauna, ein Dampfbad und ein Kaldarium.

## Unfälle
In der Nacht zum 5. Mai 1997 kam es in einer Sauna zu einem Brand, bei dem die gesamte Saunalandschaft zerstört wurde.
Am 29. September 2019 wurde der leblose Körper eines sechsjährigen Jungen gegen 18:30 Uhr vom Boden des Beckens geborgen. Trotz Reanimationsversuchen verstarb er später im Krankenhaus. Die Obduktion kam zum Ergebnis, dass der Junge ertrank.

## Belege
1. ↑  Im Tauris greift ein Rädchen ins andere. In: Rhein-Zeitung, 19. Januar 2013
2. ↑  Frust ums Tauris: Freizeitbad in Mülheim-Kärlich wird stillgelegt. Auf: rhein-zeitung.de vom 31. März 2023.
 Stadt Mülheim-Kärlich sucht Investor für Freizeitbad Tauris. Auf: blick-aktuell.de vom 21. August 2023.
3. ↑  Tauris-Sauna nach Großbrand total zerstört. In: feuerwehr-weissenthurm.de
4. ↑  Traurige Untersuchungsergebnisse: Verunglückter Junge ist im Tauris ertrunken. Abgerufen am 18. Januar 2020.

Koordinaten: 50° 23′ 45,7″ N, 7° 29′ 48,7″ O